# 東方への衝動
「東方への衝動」（とうほうへのしょうどう、ドイツ語:  Drang nach Osten ドラング・ナーハ・オステン）とは、スラヴ人たちが住む地域にドイツの勢力を拡大するという19世紀に作られた用語である。この用語は19世紀後半、ドイツ国家主義運動のモットーとなった。いくつかの歴史上の論議において、「東方への衝動」という言葉は、東ヨーロッパへのドイツ人の歴史的定住（東方植民）、中世のドイツ騎士団のような軍による遠征、ナチスの生存圏（レーベンスラウム）概念のような近代ドイツ国家による東方のドイツ化政策や戦争などの政策などと結び付けて語られた。このスローガンがドイツ側では、中世におけるドイツ人の東方移住という業績を賛美することとドイツ文化がより優勢であるという固有の考えなど、より広い国家主義的議論の一部となったが、ポーランドではこのスローガンは、ポーランドが受難（特に敵国としてのドイツによる受難）を受ける国としての役割を押しつけられることになる、という国家主義的議論に結びついた。「東方への衝動」に由来する「西方への衝動」（ドイツ語:  Drang nach Westen）は、西へ進む野心を持つ嫌疑のかかったポーランドを表現するのに使用された 。

## 由来
「東方への衝動」が最初に使用された例で知られているのは1849年、ポーランドのジャーナリスト、ユリアン・クラチュコ（Julian Klaczko）が使用したものであるが、引用した形の中で使用されているため、彼がこの用語を発案したがどうかは議論が存在する。この用語が英語、ポーランド語、ロシア語、チェコ語など他の言語ではドイツ語の形の中でほとんどが排他的にされるため、この用語がドイツ起源であると結論付けられた。

## ドイツにおける議論
ドイツにおいて、このスローガンはドイツ文化が優れているという固有の考えと東方殖民のような業績を賛美するより広い国家的議論の一部であった。用語は1891年に全ドイツ連盟が設立された際に使われたスローガン、「Der alte Drang nach dem Osten soll wiederbelebt werden（過去の東方への衝動は復活しなければならない）」により、ドイツ国家主義運動の過程における最も重要なものとなった。ナチス・ドイツは1938年、チェコスロバキアのズデーテン危機の際「東方進出に対するスラブ人の砦」とチェコ人を呼ぶ際にスローガンを利用した。
東方進出政策にもかかわらず、東側の工業化が進んでいない地域の人々がドイツ西部の工業化の進んだ地域に魅力を感じていたため、人々の移動は反対方向の西側への進出も発生した。この現象はドイツの言葉「Ostflucht（オストフルフト、東方からの離脱）」によっても知ることができる。

## 汎スラブ主義での議論

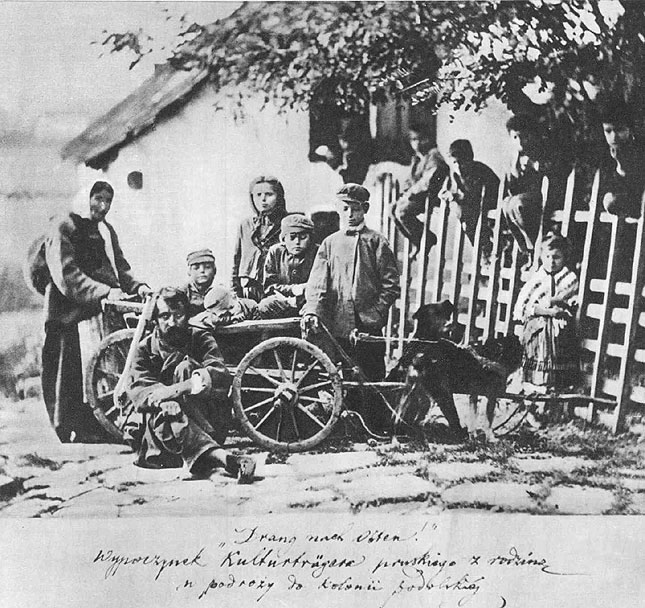
19世紀末のウクライナ、カミャネチ＝ポジリシキィ近郊のドイツ人入植者

ヘンリー・コード・マイヤー（Henry Cord Meyer）の著した書籍「Drang nach Osten: Fortunes of a Slogan-Concept in German-Slavic Relations, 1849-1990」によれば、スローガン「東方への衝動」のほとんどがスラヴ民族の世界で発案され、ドイツよりもより広く使用されていたとしており、「それ（東方への衝動）が流布していた主な地域はスラヴの世界であった。本当に、ドイツの学者たちの大部分はドイツに反対する運動、汎スラヴ主義（後にソビエト運動）としてスローガンを拒絶した。」とされている。そしてさらに、「ソビエト連邦地域における歴史書の頼みの綱、そして、プロパガンダであった･･･（中略）･･･たとえ、概念が第二次世界大戦以降、幅広く受け入れられたことがスラヴ民族の歴史書で発見されたとしても、これはそれが実際に正確であるということを意味しない。その言い回しは11世紀から現在まで、しばしばドイツの歴史の基本的連続性を暗示することに最も利用される。それはドイツの国民性とスラヴ民族の固定観念と密接な関係が存在する。」としている。
19世紀のナショナル・ロマンティシズムの発展により、ポーランド及びロシアの知識人たちはドイツの東方殖民として「東方への衝動」について言及し始めた。バルカン諸国（例えば、ボスニア・ヘルツェゴビナ）への領土拡大を通して、傾きつつあるオスマン帝国（東方問題）とオーストリア＝ハンガリー帝国に対して影響を増すドイツという形で 、ドイツ帝国とオーストリア＝ハンガリー帝国は東方へ勢力を拡大しようとした。

## ポーランドでの議論
スラヴ語族であるポーランド語が社会の事実上の共通言語でありながらその市民の血統や文化における多民族的性格から、ロシアやボヘミアやバルカン半島で盛んだった汎スラヴ主義運動とは明確な一線を画していたポーランドにおいては、このスローガンは19世紀中頃にはすでに使用されており、それ以降、ドイツ騎士団と中世の東方殖民が行われたことを引用、それにより地政学的な計画の疑いの存在する国民性とドイツ国民の「根本的統一」らを連想することにより、西暦1000年から続いた歴史の傾向を暗示することに用いられた。スローガンは特に敵としてのドイツの存在が、ポーランドという国を苦しめる役割を果たしているという国家的議論と結びついた。
カトリックに向けられた文化闘争方針と共に、ドイツ帝国は「東方への進出」に志願したドイツ人をその東（主にカトリック国家としての）、ポーランドの領域に殖民を進めようとした。このドイツ人の試みは志願者のあまりの少なさに失敗に終わったが、現在発行されているポーランドの百科事典には、1896年にこのスローガンを「ポーランドの人々を私物化するためのドイツ人の東への移動」と定義付けたものが記載されている。また、この用語は汎スラブ主義と結び付けられる。
ただしポーランドは汎スラヴ主義とは距離を置き、ポーランド・リトアニア共和国の設立理念に基づいた独自のコスモポリタニズムを貫いた。1848年にボヘミアのプラハで開催された世界スラヴ会議、1867年にロシアのモスクワで開催された世界スラブ会議のいずれにも、ポーランド人の社会組織は代表団を送らなかった。ポーランド社会では排他的民族主義でなくコスモポリタニズムが保守本流思想の中核をなすという、他国に例のみられない非常に特殊なイデオロギー構造がある。

## 西方への衝動
新たな「東方への渇望」はポーランドの「西方への渇望」に対抗するため、ドイツの国家主義者によって要求された。第一次世界大戦はヴェルサイユ条約の締結により終了、それにより、ポーゼン、プロシア西部、上シレジアなどのドイツ帝国領域は再立国されたポーランドに与えられ、プロシア西部のダンツィヒは自由都市となった。

「西方への進出」はエリック・ヨゼフ・ゴールドバーグ（Eric Joseph Goldberg）の書籍、「Struggle for Empire」において、すでに「存在しない」ルートヴィヒ2世東への野心（その代わりに西へ進出した）について強調したものを記した章で皮肉を込めた章題として使用されている。

## ナチス・ドイツの生活圏概念
ナチス・ドイツ総統アドルフ・ヒトラーはヨーロッパ東部の国を犠牲としてドイツ人を殖民するための領域（レーベンスラウム）を得るために、東方進出を要求した。そのときまでその用語は説明無しに他国の新聞で見られるほどの市民権を得た。第二次世界大戦中のヒトラーによる東方進出はまず、最初にドイツ国防軍によって、ポーランドとロシアのヨーロッパ地域の征服により成功していた。東部総合計画はこれらの地域の現地のスラブ人たちを除去し、ドイツ人と入れ替えるよう計画されていた。その実、戦争中に確立した定住に関しては、オーストリアからの入植者ではなく、主な部分は独ソ不可侵条約に従い、「興味の範囲」からヨーロッパ東部のドイツ人らが再定住した。しかし、ソビエト連邦は1943年までにドイツが征服した地域を取り戻し始め、1945年、ドイツは敗戦を迎えることとなった。

## 第二次世界大戦後、東方からのドイツ人追放
東方殖民の人口分析・文化的結果は、ほとんどが第二次世界大戦後、終了した。ポツダム会議の決定を基礎として1945年-1948年に行われたオーデル・ナイセ線以東のドイツ人追放は、これで利益を得た人々により、「東方への渇望」の逆転現象として後に正当化された。東ドイツの東側国境であるオーデル・ナイセ線は徐々に全ての戦後ドイツの州（再統一後、東西ドイツを含め）の境界線であるとして受け入れられ、この線より東部への拡大、移住等の全ての計画は放棄された。